# Košarkaški Kup Hrvatske 1993./94.
Treći po redu košarkaški Kup Hrvatske, kasnije nazvan Kup Krešimira Ćosića, odigran je u sezoni 1993./94.  Na završni turnir, koji je odigran u Osijeku u Športskoj dvorani Zrinjevac od 24. do 26. ožujka 1994. godine, plasirali su se KK Cibona (Zagreb), KK Zadar (Zadar), KK Croatia osiguranje (Split) i KK Zagreb (Zagreb).

## Rezultati
| osmina završnice                                      | rezultat |
| ----------------------------------------------------- | -------- |
| KK Benston (Zagreb) - KK Zrinjevac (Zagreb)           | 74:81    |
| KK MIV (Varaždin) - KK Slavonska banka (Osijek)       | 70:72    |
| KK Alkar (Sinj) - KK Šibenik Zagreb montaža (Šibenik) | 72:84    |
| KK Dona (Zagreb) - KK Croatia Line (Rijeka)           | 93:81    |

- U četvrtzavršnicu su se direktno plasirali KK Cibona (Zagreb), KK Croatia osiguranje (Split), KK Zadar (Zadar) i KK Zagreb (Zagreb)

| četvrtzavršnica (veljača 1994.)                          | rezultat |
| -------------------------------------------------------- | -------- |
| KK Zrinjevac (Zagreb) - KK Cibona (Zagreb)               | 82:88    |
| KK Dona (Zagreb) - KK Croatia osiguranje (Split)         | 84:94    |
| KK Slavonska banka (Osijek) - KK Zadar (Zadar)           | 101:109  |
| KK Šibenik Zagreb montaža (Šibenik) - KK Zagreb (Zagreb) | 65:71    |

| poluzavršnica (Osijek, 24. ožujka 1994.)         | rezultat |
| ------------------------------------------------ | -------- |
| KK Zagreb (Zagreb) - KK Cibona (Zagreb)          | 75:89    |
| KK Croatia osiguranje (Split) - KK Zadar (Zadar) | 85:77    |

| utakmica za treće mjesto (Osijek, 25. ožujka 1994.) | rezultat |
| --------------------------------------------------- | -------- |
| KK Zagreb (Zagreb) - KK Zadar (Zadar)               | 87:82    |

| završnica (Osijek, 26. ožujka 1994.)               | rezultat |
| -------------------------------------------------- | -------- |
| KK Croatia osiguranje (Split) - KK Cibona (Zagreb) | 86:76    |

## Osvajači Kupa
Košarkaški klub Croatia osiguranje (Split): 
Josip Vranković, Nikša Prkačin, Zoran Čutura, Nenad Videka, Punda, Miličić, Vladimir Krstić, Romeo Cvjetičanin, Damir Mršić, Jadran Popović, Steve Colter, Franjo Arapović (trener: Ivica Burić)

## Statistika
- Najbolji igrač završnog turnira: Steve Colter (Croatia osiguranje)
- Najbolji strijelac završnog turnira: Steve Colter (Croatia osiguranje) 49 koševa